# 角筈聖書研究会

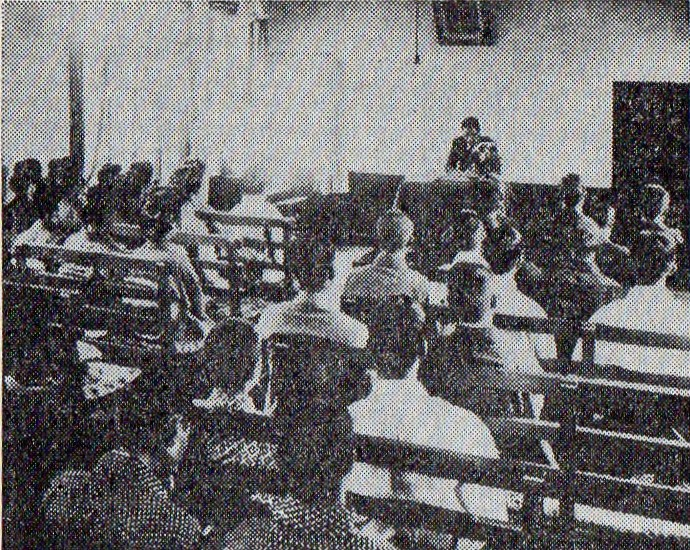
内村鑑三の聖書研究の集会

角筈聖書研究会(つのはずせいしょけんきゅうかい)は、無教会派の内村鑑三の弟子たちが内村を中心に形成した最初の聖書研究会である。
1901年(明治34年)に自宅で聖書講義を行った。それは、日曜日の午前、家族を中心として20名ほどをあつめたものであった。
1902年(明治35年)に三回目の夏期講談会が成功に終わった後に、内村鑑三の東京府角筈の自宅で、有志によって内村鑑三を講師とした角筈聖書研究会が始められた。
また、1901年より内村が行っていた午前中の自宅の聖書講義にも25名に限って出席することが許可された。しかし、二年後1904年9月に突然研究会を解散することになった。
内村は、教会のない者のための無教会主義を唱えるものが、教会と思われるわぎらわしいものを作っていると見られることを嫌ったためであると言われる。
しかし、翌年非戦論で萬朝報社を退社して、『聖書之研究』の刊行以外には仕事がなくなると。1904年に一度は閉じた角筈聖書研究会を再開させる。
翌1905年には社会主義者福田英子の聖書研究会への出席を拒絶している。(福田英子破門事件)
その後、柏木に引っ越して柏木聖書研究会と呼ばれた。
1918年(大正7年)に再臨運動を推進して、同志と共に基督教青年会館(YMCA)に講演会を開いた。これが好評を博して大勢の聴衆を得た。これがそのまま内村個人の聖書講演会となって、1919年(大正8年)に会場を大日本私立衛生会館に移して、1921年(大正10年)に中央聖書講演会(東京聖書研究会)へと発展した。
1923年(大正12年)の関東大震災により、大日本私立衛生会館が倒壊し消失した。以降は、会場を柏木の内村邸内の今井館に移した。